# Clifton Powell
Clifton Powell (New York, 16 marzo 1956) è un attore statunitense.

## Biografia
Principalmente conosciuto per aver dato voce a Big Smoke nel videogioco Grand Theft Auto: San Andreas, come attore è apparso nei film Nella giungla di cemento e Norbit.

## Filmografia

### Attore

#### Cinema
- Alphabet City, regia di Amos Poe (1984)
- House Party, regia di Reginald Hudlin (1990)
- Massima copertura (Deep Cover), regia di Bill Duke (1992)
- 3 ragazzi ninja (3 Ninjas), regia di Jon Turteltaub (1992)
- Nella giungla di cemento (Menace II Society), regia di Albert e Allen Hughes (1993)
- Dollari sporchi (Dead Presidents), regia di Albert e Allen Hughes (1995)
- Deep Rising - Presenze dal profondo (Deep Rising), regia di Stephen Sommers (1998)
- Braccato dal destino - Caught Up (Caught Up), regia di Darin Scott (1998)
- Why Do Fools Fall in Love - Un ragazzo di talento (Why Do Fools Fall in Love), regia di Gregory Nava (1998)
- Rush Hour - Due mine vaganti (Rush Hour), regia di Brett Ratner (1998)
- Phantoms, regia di Joe Chappelle (1998)
- Foolish, regia di Dave Meyers (1999)
- Next Friday, regia di Steve Carr (2000)
- Lockdown - Dietro le sbarre (Lockdown), regia di John Luessenhop (2000)
- Bones, regia di Ernest R. Dickerson (2001)
- The Brothers, regia di Gary Hardwick (2001)
- Banged Out, regia di Richard McGregor (2002)
- Friday After Next, regia di Marcus Raboy (2002)
- Civil Brand, regia di Neema Barnette (2002)
- Love Chronicles, regia di Tyler Maddox (2003)
- Never Die Alone, regia di Ernest R. Dickerson (2004)
- Woman Thou Art Loosed, regia di Michael Schultz (2004)
- Ray, regia di Taylor Hackford (2004)
- The Gospel, regia di Rob Hardy (2005)
- Norbit, regia di Brian Robbins (2007)
- First Sunday - Non c'è più religione (First Sunday), regia di David E. Talbert (2008)
- La notte non aspetta (Street Kings), regia di David Ayer (2008)
- La notte non aspetta 2 - Strade violente (Street Kings 2: Motor City), regia di Chris Fisher (2011)
- One Blood, regia di J. Jesses Smith (2012)
- Mutumbo the Lost Prince, regia di Leevon Daniels (2013)
- All Eyez on Me, regia di Benny Boom (2017)

#### Televisione
- Ephraim McDowell's Kentucky Ride, regia di Francis Gladstone – film TV (1981)
- Vietnam addio (Tour of Duty) – serie TV, episodio 3x21 (1990)
- Cop Rock – serie TV, episodio 1x08 (1990)
- La legge di Bird (Gabriel's Fire) – seria TV, episodio 1x13 (1991)
- Matlock – serie TV, episodio 5x18 (1991)
- E giustizia per tutti (Equal Justice) – serie TV, 2 episodi (1991)
- L'ispettore Tibbs (In the Heat of the Night) – serie TV, 2 episodi (1993)
- Roc – serie TV, 7 episodi (1992-1994)
- South Central – serie TV, 2 episodi (1994)
- La signora in giallo (Murder, She Wrote) – serie TV, episodi 9x19-12x04 (1993-1995)
- Pacific Blue – serie TV 2 episodi (1996)
- Il tocco di un angelo (Touched by an Angel) – serie TV (1 episodio (1997)
- Moesha – serie TV, 4 episodi (1997-2001)
- New York Undercover – serie TV, episodio 3x22 (1997)
- NYPD - New York Police Department (NYPD Blue) – serie TV, 2 episodi (1993-1997)
- In the House – serie TV, 2 episodi (1998)
- Accadde a Selma (Selma, Lord, Selma), regia di Charles Burnett (1999)
- Walker Texas Ranger – serie TV, episodio 8x15 (2000)
- The Practice - Professione avvocati (The Practice) – serie TV, episodio 7x09 (2002)
- Squadra emergenza (Third Watch) – serie TV, episodio 4x16 (2003)
- Law & Order: Criminal Intent – serie TV, 1 episodio (2003)
- Dr. House - Medical Division (House M.D.) – serie TV, episodio 2x05 (2005)
- CSI: Scena del crimine (CSI: Crime Scene Investigation) – serie TV, un episodio (2006)
- Day Break – serie TV, episodio 1x05 (2006)
- Shark – serie TV, un episodio (2007)
- Numb3rs – serie TV, episodio 4x10 (2007)
- Cold Case - Delitti irrisolti (Cold Case) – serie TV, episodio 6x01 (2008)
- Army Wives - Conflitti del cuore (Army Wives) – serie TV, 6 episodi (2009-2010)
- Black Lightning – serie TV, 15 episodi (2018-2019)
- Chase Stree – serie TV, 6 episodi (2020)

#### Doppiaggio
- Grand Theft Auto: San Andreas – videogioco (2004)

## Doppiatori italiani
Nelle versioni in italiano delle opere in cui ha recitato, Clifton Powell è stato doppiato da:
- Massimo Lodolo in NYPD - New York Police Department, Squadra emergenza
- Nino Prester in Deep Rising - Presenze dal profondo, Lockdown - Dietro le sbarre
- Bruno Conti in Rush Hour - Due mine vaganti, Norbit
- Roberto Draghetti in Cold Case - Delitti irrisolti, Hawaii Five-0
- Maurizio Reti in La signora in giallo
- Luca Ward in Nella giungla di cemento
- Piero Tiberi in Braccato dal destino - Caught Up
- Angelo Nicotra in Phantoms
- Wladimiro Grana in CSI - Scena del crimine
- Riccardo Lombardo in Law & Order: Criminal Intent
- Sergio Di Giulio in Never Die Alone
- Massimo Corvo in Ray
- Gerolamo Alchieri in Dr. House - Medical Division
- Massimiliano Lotti in La notte non aspetta 2 - Strade violente
- Stefano Thermes in All Eyez on Me